# Модена
Модена (итал. Modena) је познати град у Италији. Модена је и трећи по величини град покрајине Емилије-Ромање у северном делу државе и главни град истоименог Округа Модена.
Модена је позната као "престоница машина" због фабрика најпознатијих италијанских произвођача аутомобила као што су Ферари, Пагани, Масерати и Де Томасо. Катедрала у Модени је на УНЕСКО-вој листи светске баштине. Познат је Универзитет у Модени, основан далеке 1683. године и традиционално јак у медицини и праву.

## Географија
Модена се налази у на прелазу из средишње ка северној Италији. Од престонице Рима град је удаљен 430 км северно, а од Милана 180 км југоисточно.

### Рељеф
Модена се развила у јужном делу Падске низије. Град је у равничарском подручју, али се крајње северне планине Апенина налазе релативно близу града - 20 км јужно. Град се простире на висини од 34 m.

### Клима
Клима у Модени је измењено континентална клима са приметним утицајем средоземне са мора. Стога је у лето веома топло, а зими је снег честа појава и веома је хладно у односу на већи део Италије јужно.

### Воде
Модена је ограничена са две реке: Секја и Панаро, које су притоке реке По. Река По, као прва већа река, налази се 40 км северно од града.

## Историја
Територија око Модене (римски Мутина -Mutina) је настањена још од гвозденог доба. Становници су били Лигурци, Етрурци и галски Боји. Не зна се тачан датум оснивања Модене, али зна се да је постојала у 3. веку п. н. е. Када је Ханибал извршио инвазију 218. п. н. е. Гали Боји су се побунили и опседали су град, који је био римско утврђење. Резултат опсаде није познат, али град је највероватније напуштен након Ханибалове инвазије. Мутина је поново основана као римска колонија 183. п. н. е. да би се користила као војна база Марка Емилија Лепида. Лигурци су га опљачкали 177. п. н. е. Поново је изграђен и убрзо је постао најзначајније средиште Циспаданске Галије. Најзначајнији је постао и због стратешког значаја и због тога што је био на раскршћу значајних путева између Виа Емилије и друма за Верону.
У 1. веку п. н. е. Мутина је била два пута под опсадом. Први пут је 78. п. н. е. Помпеј опседао Мутину, у којој се бранио Марко Јуније Брут (вођа популара, који се не смије заменити са својим сином, Цезаровим убицом). Град се предао због глади, а Брут је побегао, да би био убијен у Регијум Лепидуму. У грађанском рату након убиства Цезара град је још једном био под опсадом. У Мутини се водио Мутински рат. Марко Антоније је 44. п. н. е. опседао град, а Октавијан Август га је ослободио уз помоћ сената. Цицерон је Модену у својим филипикама звао „најлепша Мутина“. Све до 3. века Мутина је била најзначајнији град Емилије, а када је пало Западно римско царство и Мутина је назадовала. Људи у Модени верују да је Модену од Хуна спасио свети Ђеминијан, који је постао епископ Модене. Спустио је маглу, која је спречила Хуне да заузму град. Стога је он светац - заштитник Модене. Модена се користила као војна база против варвара и у грађанским ратовима. Град је напуштен у 7. веку након велике поплаве.
Избеглице из Мутине основале су нови град неколико километара северозападно. Ту је још увек насеље Ћитанова. До краја 9. века Модена је обновљена и утврђена од стране епископа. Касније град је постао посед грофице грофице Матилде од Тоскане и постао је слободна општина од 12. века. У рату између цара Фридриха II и папе Гргура IX Модена је била на страни цара. Од 1288. године. Моденом управља породица Есте. Од 1336. г. Есте стално владају Моденом и постају војводе. Када је папа заузео Ферару 1598. године, тада су Есте преместили седиште војводства из Фераре у Модену. После тога су градили у 17. веку утврђење и палату. У 18. веку Риналдо од Есте је два пута напуштао Модену због француске инвазије, а Франческо III од Есте је изградио многе јавне зграде у Модени.
Када је Модена постала део Наполеонове Циспаданске Републике Наполеон је понудио компензацију Ерколе III од Есте, али он је одбио и умро је у избеглиштву. Његова ћерка се удала за Фердинанда од Аустрије, сина Марије Терезије, па је 1814. године. Модена предана њиховом сину Франческу IV, војводи од Модене. Тиме је почело раздобље у коме је Модена дошла под аустријску реакционарну и деспотску власт. Аустријска војска је угушила побуну 1830. године. Његов једнако реакционаран син Франческо V истеран је из Модене 1848. године и поново га је аустријска војска вратила на власт. У Модени су 20. августа 1859. године представници Модене објавили да је Модена постала део краљевине Италије. То је потврђено референдумом 1860. г.

## Географија
| Клима (Модена)             | Клима (Модена) | Клима (Модена) | Клима (Модена) | Клима (Модена) | Клима (Модена) | Клима (Модена) | Клима (Модена) | Клима (Модена) | Клима (Модена) | Клима (Модена) | Клима (Модена) | Клима (Модена) | Клима (Модена) |
| Показатељ \ Месец          | .Јан.          | .Феб.          | .Мар.          | .Апр.          | .Мај.          | .Јун.          | .Јул.          | .Авг.          | .Сеп.          | .Окт.          | .Нов.          | .Дец.          | .Год.          |
| -------------------------- | -------------- | -------------- | -------------- | -------------- | -------------- | -------------- | -------------- | -------------- | -------------- | -------------- | -------------- | -------------- | -------------- |
| Средњи максимум, °C (°F)   | 4,4 (39,9)     | 7,7 (45,9)     | 12,3 (54,1)    | 17,5 (63,5)    | 22,3 (72,1)    | 26,2 (79,2)    | 29,0 (84,2)    | 27,7 (81,9)    | 23,7 (74,7)    | 18,0 (64,4)    | 10,8 (51,4)    | 5,2 (41,4)     | 29 (84,2)      |
| Средњи минимум, °C (°F)    | 0,0 (32)       | 2,1 (35,8)     | 5,0 (41)       | 9,0 (48,2)     | 13,2 (55,8)    | 16,9 (62,4)    | 19,5 (67,1)    | 19,7 (67,5)    | 15,8 (60,4)    | 11,3 (52,3)    | 6,0 (42,8)     | 0,9 (33,6)     | 0 (32)         |
| Количина падавина, mm (in) | 52 (20,5)      | 41 (16,1)      | 44 (17,3)      | 48 (18,9)      | 52 (20,5)      | 50 (19,7)      | 38 (15)        | 47 (18,5)      | 51 (20,1)      | 64 (25,2)      | 69 (27,2)      | 56 (22)        | 612 (241)      |
| [ тражи се извор ]         |                |                |                |                |                |                |                |                |                |                |                |                |                |

## Становништво
Према резултатима пописа становништва 2011. у општини је живело 179.149 становника.
| 1931.  | 1936.  | 1951.   | 1961.   | 1971.   | 1981.   | 1991.   | 2001.   | 2011.   |
| ------ | ------ | ------- | ------- | ------- | ------- | ------- | ------- | ------- |
| 89.741 | 96.337 | 111.364 | 139.183 | 171.072 | 180.312 | 176.990 | 175.502 | 179.149 |

2008. године. Модена је имала преко 180.000 становника, готово 3 пута више као на почетку 20. века, али исто као 1970. године. Стагнирање становништва током протеклих деценија узроковано је приметним пресељењем становништва (махом младих породица) у мирнија предграђа са вишим квалитетом живота. Ово се одражава и на градско становништво, које је све старије и са ниским природним прираштајем. Треба споменути и бројно привремено становништво у виду бројне студентске популације.
Град данас има значајан удео имигрантског становништва, досељеника из свих крајева свега (10% градског становништва).

## Главне знаменитости
- Катедрала у Модени је на Унесковој листи светске баштине. Грофица Матилда од Тоскане је започела градњу 6. јуна 1099. Завршена је 1184. Катедрала из Модене је била инспирација за градњу катедрала и опатија у падској низији.
- Војводска палата започета је 1634. Палата заузима место некадашњега замка од Есте и била је смештена на периферији града, У палати се данас налази војни музеј и драгоцена библиотека. Палата има барокну фасаду.
- Општинска палата је саграђена у 17. и 18. веку. Сада је то градска већница. Препознатљива је по торњу са сатом из 15. века.
- Музејска палата је пример архитектуре Есте периода Модене. Данас се ту налазе главни музеји Модене. Ту је Естензе галерија са радовима Тинторета и Веронезеа. Ту је и Естенсе библиотека која представља једну од најзначајнијих библиотека Италије.

## Привреда
Модена је велико индустријско средиште у коме је јако развијена аутомобилска индустрија (Ферари, Пагани, Масерати и Де Томасо). Развијена је и прехрамбена индустрија.

## Познате личности
У Модени је рођен Лучано Павароти.

## Партнерски градови
- Алмати
- Бенси
- Хајланд Парк[2]
- Линц
- Лондрина
- Нови Сад
- Сент Пол

## Галерија
- Катедрала у Модени
- Барокна војводска палата
- Црква св. Доменика
- Здање градског музеја